# Arachnopeziza cornuta
Arachnopeziza cornuta är en svampart som först beskrevs av Job Bicknell Ellis, och fick sitt nu gällande namn av Korf 1952. Arachnopeziza cornuta ingår i släktet Arachnopeziza och familjen Hyaloscyphaceae.  Arten är reproducerande i Sverige. Inga underarter finns listade i Catalogue of Life.